# Холмська Земля
«Холмська Земля» — український тижневик, що виходив у Холмі у 1942—1944 роках накладом Українського видавництва. Крім загальної інформації і матеріалів, подавав 2 сторінки статей з холмсько-підляського життя. Головний редактор — Степан Баран. Наклад становив 2-4 тисячі примірників.